# Kurarua majuscula
Kurarua majuscula là một loài bọ cánh cứng trong họ Cerambycidae.